# Barbara Barrie
Barbara Barrie (nascuda Barbara Ann Berman, Chicago, maig de 1931) és una actriu estatunidenca de cinema, teatre i televisió.

## Biografia
El seu gran èxit cinematogràfic va arribar el 1964 amb la seva interpretació de Julie en la pel·lícula One Potato, Two Potato per la qual va guanyar el Premi a la Millor Actriu en el Festival de Cannes. És coneguda també pel seu paper d'Evelyn Stoller en  Primera volada que li va portar a una nominació, en els Premis Oscar, a la millor actriu secundària el 1979 i una nominació en els premi Emmy el 1981, quan es va repetir el paper en la sèrie de televisió basada en la pel·lícula .
Barrie també és coneguda pel seu extens treball en el teatre, rebent una nominació en els Premi Tony a la millor actriu en un musical el 1971 pel paper de Sarah en Company de Stephen Sondheim.
Sovint, Barrie ha interpretant comèdies i rols dramàtics càlids, madurs i de vegades bromistes, va actuar regularment en els inicis de la televisió, a Broadway i en festivals de teatre a principis de la dècada de 1960. Després de diverses petits papers, va aconseguir un paper principal en la història d'amor interracial, "One Potato, Two Potato" (1964), guanyant el premi a la Millor Actriu a Cannes. Barrie va actuar menys a finals dels anys 1960 quan es va dedicar a formar una família, però va gaudir d'un notable retorn a Broadway com a part del musical de Stephen Sondheim/Harold Prince, Company (1970). Els seus treballs posteriors en la nova etapa van incloure dues comèdies de Neil Simon, "The Prisoner of Second Avenue" (1972) i "Califòrnia Suite" (1976), una temporada en "No és romàntic?" (1984) i "After Play" d'Anne Meara (1995-96).

## Filmografia
- 1956: Gegant (Giant): Mary Lou Decker
- 1951: Love of Life (sèrie de televisió): Ginny Crandall (1960)
- 1962: The Twilight Zona (sèrie de televisió), temporada 4, episodi Miniatura: Myra
- 1963: The virginian (sèrie de televisió), temporada 1, episodi 21: Ellen Beecher.
- 1963: The Caretakers: Edna
- 1964: One Potato, Two Potato: Julie Cullen Richards
- 1967: The invaders (sèrie de televisió), episodi 22: l'enemic
- 1972: To Be Young, Gifted, and Black (TV)
- 1973: Diana (sèrie de televisió): Norma Brodnik
- 1973: Koska and His Family (TV)
- 1975: For the Usa of the Hall (TV): Charlotte
- 1977: Harold Robbins' 79 Park Avinguda (fulletó): Kaati Fludjicki
- 1977: Tell Me My Name (TV): Emily McPhail
- 1978: Child of Glass (TV): Emily Armsworth
- 1978: Summer of My German Soldier (TV): Mrs. Bergen
- 1979: The Bell Jar: Jay Cee
- 1979: Backstairs at the White House (fulletó TV): Mamie Eisenhower
- 1979: Roots: The Next Generacions (fulletó TV): Dodie Brattle
- 1979: Primera volada (Breaking Away): Evelyn Stoller
- 1980: To Race the Wind (TV): Mrs. Krents
- 1980: Private Benjamin de Howard Zieff: Harriet Benjamin
- 1980: Breaking Away (sèrie de televisió): Evelyn Stohler
- 1981: The Children Nobody Wanted (TV): Hanna
- 1982: Barefoot in the Park (TV): Mrs. Banks
- 1982: Working (TV): Schoolteacher
- 1982: Not Just Another Affair (TV): Martha Dawson
- 1982: Tucker's Witch (sèrie de televisió): Ellen Hobbes
- 1982: Two of a Kind (TV): Dottie Minor
- 1983: Reggie (sèrie de televisió): Elizabeth Potter
- 1984: Doble Disturbe (sèrie de televisió): tia Margot
- 1985: The Execution (TV): Sophie Langbein
- 1986: Vital Signs (TV): Frances
- 1987: I'll Take Manhattan (fulletó TV)
- 1987: Real Men: Mom Pirandello
- 1988: End of the Line: Jean Haney
- 1988: After the Rain
- 1988: Winnie (TV): Mrs. Drake
- 1988: My First Love (TV): Ruth Waxman
- 1989: What's Alan Watching? (TV): Libby Hoffstetter
- 1990: Kojak: Flowers for Matty (TV)
- 1990: Guess Who's Coming for Christmas? (TV): Delores
- 1993: The Odd Couple: Together Again (TV): Gloria Unger
- 1994: My Breast (TV): Milly
- 1994: My Summer As a Girl (TV): Shirley
- 1994: Scarlett (fulletó TV): Pauline Robillard
- 1996 - 2000: Suddenly Susan (sèrie de televisió): L'àvia de Susan
- 1997: Hèrcules: Alcmena (veu)
- 1998: A Sort of Snow (TV): Ruth Pulmer
- 1999: Hercules: Zero to Hero (vídeo): Alcmene (veu)
- 1999: Judy Berlín: Sue Berlin
- 1999: 30 Days: Barbara Trainer
- 2000: $ pent: Mrs. Walsh
- 2004: Second Best: Dorothea
- 2005: Fathers and Sons (TV): Ruth

## Premis
- 1964 - Premi d'interpretació femenina al festival de Canes per al seu paper a One Potato, Two Potato.